# 卜烟帖木儿
卜烟帖木儿（羅馬化：Buyan Temür，？—1377年），元朝皇族，察合台庶長子莫赤也别的后裔。他归降明朝后，成为安定卫的始祖。《明实录》中记作安定王卜烟帖木儿。

## 生平
元朝时期，察合台庶长子莫赤也别之孙拜答寒的后裔（如脱欢、朵儿只班）曾称“安定王”，据此推测卜烟帖木儿也属于拜答寒开创的安定王家族。洪武七年（1374年），居住在撒里畏兀儿（今裕固族地区）的卜烟帖木儿派府尉麻答儿、千户剌尔嘉出使明朝，进献铠甲、刀剑。明太祖朱元璋向卜烟帖木儿麾下的四位酋长赐铜印，分别任命为阿端卫、阿真卫、曲先（苦先）卫、帖里等卫所首领。洪武八年（1375年），卜烟帖木儿派王傅不颜不花向明朝进献元朝皇帝授予的金银字牌，同时请求明朝授予官职。朱元璋遂设置安定卫、阿端卫，任命卜烟帖木儿麾下酋长为指挥同知、指挥佥事。洪武九年（1376年），朝廷派广东行省参政郑九成出使，向卜烟帖木儿等人赏赐物品。洪武十年（1377年），卜烟帖木儿奏请任命的曲先卫指挥同知沙剌发动叛乱，杀害卜烟帖木儿。其子板咱失里诛杀沙剌为父报仇，但板咱失里随后也被沙剌部将杀害。此后，安定卫因内乱逐渐衰落。

## 拜答寒安定王家
1. 拜答寒（Baidaqan，بایدغان）
2. 安定王脱欢（Toγan，طوغان）
3. 安定王朵儿只班（Dorǰibar）
4. 安定王卜烟帖木儿（Buyan Temür）